# NGC 4945
NGC 4945 (другие обозначения — ESO 219-24, AM 1302—484, IRAS13025-4911, PGC 45279) — спиральная галактика с перемычкой (SBc) в созвездии Центавр. Она достаточно похожа на нашу Галактику, однако рентгеновские наблюдения показывают наличие сейфертовского ядра, вероятно, содержащего активную сверхмассивную чёрную дыру. Галактика довольно близка к нашей. Она является одной из ярчайших галактик в близкой группе галактик Центавр А/М83, расположена в той её подгруппе, которая имеет своим центром Центавр A.
Галактика наблюдается с ребра и в ней заметно искривление тонкого диска. Оно вероятно вызвано гравитационным взаимодействием галактики в группе.
Этот объект входит в число перечисленных в оригинальной редакции «Нового общего каталога».
В галактике вспыхнула сверхновая SN 2005af типа II, её пиковая видимая звездная величина составила 12,8.
В галактике вспыхнула сверхновая SN 2011ja типа IIP, её пиковая видимая звездная величина составила 14,0.